# خوروین
خوروین روستایی از توابع بخش چندار شهرستان ساوجبلاغ در استان البرز ایران است.

## جمعیت
این روستا در دهستان چندار قرار دارد و براساس سرشماری مرکز آمار ایران در سال ۱۳۸۵، جمعیت آن ۸۶۶ نفر (۲۶۱خانوار) بوده‌است.

## مردم
مردم روستا شیعه مذهب هستند و به زبان فارسی سخن می‌گویند.
شغل اغلب مردمان روستا باغداری و دامداری است.